# 周宷
周宷（？—？），字濟甫，江西吉安府安福縣人，民籍，明朝政治人物。

## 生平
江西鄉試第二十名舉人。嘉靖四十一年（1562年）中式壬戌科三甲第一百二十五名進士。

## 家族
曾祖周頴；祖父周僉，壽官；父周祺，母王氏。